# 美花ぬりぇ
美花 ぬりぇ（みか ぬりぇ、1988年7月8日 - ）は、日本の元AV女優。東京都出身。

## 略歴
- 2007年6月に『私をHなアイドルにしてください』でh.m.p専属女優としてAVデビュー。
- 2009年引退。

## 人物
- フィリピン人の母を持つハーフ[1]。プロフィール上は東京出身であるが、実際はフィリピンで生まれ、幼いころに母と来日。18歳からフィリピンパブで働き、仕送りしていた。
- 母親は借金のためにフィリピンに帰国しており、母への仕送りと妹の学費のためにAV女優の道を選んだ[1]。
- 趣味：アイドルを見ること。

## 出演作品

### アダルトビデオ
2007年
- 私をHなアイドルにしてください（6月21日、h.m.p）
- 変態ペット♥連続絶頂電マ責め（7月21日、h.m.p）
- 萌え痴女『バックでイカせて!』（8月21日、h.m.p）
- 即エロメイド★萌えサービス（9月21日、h.m.p）
- 萌えシチュエーションでハメハメ（10月21日、h.m.p）
- ぬりぇの凄テク★泡プロ（11月21日、h.m.p）
- やりすぎ家庭教師（12月21日、h.m.p）

2008年
- 萌えコア☆ぶっかけ電マ!（1月21日、h.m.p）
- 厳選!バックでガンガン尻にドピュ（3月10日、ビデオバンク）他出演:和久井由菜、乙音奈々、他多数
- REC 42（5月13日、プレステージ）
- 渋谷タムロ女子○生 VOL.2（6月12日、プレステージ）共演:みづき伊織、他4名
- 就職活動（6月27日、メディアステーション）
- ふたなり三姉妹（8月8日、TMA）他出演:舞雪、渚
- 大好き。（8月29日、S-Cute）
- 小悪魔ageage嬢 01（9月19日、S級素人）
- PLAY GIRL（10月17日、レアル・ワークス）他出演:姫咲まりあ 他
- ショーパン03 現役女子大生中出し（11月5日、チーム川崎）
- 禁断の撮影会（11月7日、アウダースジャパン）共演:赤西涼、大塚咲、はるか悠
- DOKIレズ 28（11月7日、アウダースジャパン）共演:赤西涼、大塚咲、はるか悠
- CLONNAD（11月7日、TMA）他出演:桜井真央、藤森ねね、並樹ゆりあ、小野瀬香恋、みづき伊織
- ミニスカニーソックスしか見たくない!4時間 3（11月14日、TMA）他出演:真琴さや、相崎琴音、宮崎あいか、小日向しおり、舞雪、他数名
- 即日AV女優 02（11月17日、レアル・ワークス）他出演:妃乃ひかり、Marie
- 大人の保健室（11月17日、メディアステーション）他出演:綾波優、春咲あずみ、Marie
- 女子校生 HIGH SOCKS（11月17日、メディアステーション）他出演:南まりん、早乙女美奈子
- S-Cute ex Special（11月22日、S-Cute）他出演:ICHIKA、つぼみ、河愛杏里、飯島くらら、向坂美々 ※AVグランプリ2009 エントリー作品
- JK5（12月1日、ABC/妄想族）
- ヒップ大好きしょう太くんのHなイタズラ02（12月4日、グローリークエスト）
- ザ・ギャルナン02（12月18日、グローリークエスト）
- 女子校生純姦旅行02（12月18日、グローリークエスト）
- ケガドル♥ 〜ホータイ系美少女の萌えフェチえっち♥〜（12月18日、SODクリエイト）共演:平井柚葉

2009年
- アダルトマスター（1月16日、TMA）共演:早乙女ルイ、杏ののか ※発売中止
- 新入社員 中出し20連発（2月5日、アイエナジー）
- イカセッぱっ 犠牲者（2月6日、GLAY'z）
- ハメスポ スポーツ少女と中出しSEX（2月18日、グローリークエスト）他出演:吉沢みなみ、芽衣奈
- ロ●ータレイプ Collection 4時間（3月13日）他出演:石黒莉奈、伊藤青葉、真崎寧々、園原みか、辻さき
- 萌えまくり裸エプロン:新妻大発情（3月27日、BAZOOKA）他出演:本上花梨、早乙女美奈子
- エロ美少女に騎乗られちゃった僕。（4月25日、アロマ企画）他出演:芹澤かなえ、国見奈々、仲村ろみひ
- 会員制 女性器鑑賞会 美花ぬりぇと15人の勃起男（5月28日、SODクリエイト）
- kira☆kira SPECIAL 援交☆乱交☆最高!!（6月19日、kira☆kira）共演:雪見紗弥、西村アキホ、月野りさ、渋谷梨果、長谷川なぁみ
- レイプ!女子アナ 黒人輪姦・お天気ぶっかけ・イラマチオ（7月9日、SODクリエイト）
- 人気AV女優達に出会い系緊急指令!5日間で5人とヤれば賞金ゲット!話題のコミニティサイトで素人男性を喰って来い!（7月23日、SODクリエイト）他出演:夏川るい、日向小春
- CHARISMA☆HIGHSCHOOLGALSスペシャル 〜放課後は乱交で決まり!!〜（10月19日、kira☆kira）共演:月野りさ、雪見紗弥、西村アキホ

### テレビ番組
- 桃のふくらみ（MONDO TV）
- 武藤敬司☆SHOW（2008年、サムライTV）[2]

### イベント
- 夏目ナナプロデュース『PLAYBOY CHANNEL NIGHT 2008』（2008年2月15日、新宿フェイス）清水基嗣＆CJオーティス組マネジャー[3]